# Guy Ben-Ner
Guy Ben-Ner (* 1969 in Ramat Gan, Israel) ist ein israelischer Videokünstler.

## Leben
Ben-Ner schloss seine Ausbildung im Fach Kunst in den Jahren 1994 bis 1997 mit dem akademischen Grad B. Ed. am Hamidrash Art College in Ramat haScharon in Israel ab. 2001 ging er mit seiner Familie an die Columbia University in New York City. Das Studium schloss er 2003 als Master of Fine Arts (MFA) ab.
Ben-Ner lebt und arbeitet in Tel Aviv, Berlin und New York.

## Werk
Seit Anfang der 1990er-Jahre hat Guy Ben-Ner eine Reihe von Videos gedreht mit sich selbst und seiner Familie in den Hauptrollen. Dabei nutzte er oft die intimen Räume seines Hauses als Ad-hoc-Kulisse, Studio und fantastisches Spielzimmer. Seine Werke werden oft mit den einfachen Sets und Requisiten ausgestellt, die er für die Videos geschaffen hat.
Ein wiederkehrendes Thema in Guy Ben-Ners frühen Videos ist die Langeweile und Isolation, die ein Elternteil, der zu Hause bleibt, erlebt. Ben-Ners erstes narratives Video, Berkeley's Island (1999), basiert auf Daniel Defoes Roman Robinson Crusoe (1719) und zeigt das einsame Leben eines Schiffbrüchigen. Das Video wurde in der Küche der Familie gedreht. In der ersten Szene liegt der Künstler im Badeanzug auf dem Rücken auf einem Sandhaufen, auf seiner Brust liegt ein Steuerrad, aus dem Sandhaufen wächst eine Palme. Die Handlung folgt nicht genau der von Defoe, obwohl bemerkenswerte Momente aus dem Buch nachgestellt werden, wie z. B. der Schiffbrüchige, der einen Fußabdruck entdeckt und einem Papagei (gespielt von der Katze der Familie) beibringt, seinen Namen zu sagen. Der Schiffbrüchige hat Wahnvorstellungen; er sieht sich schweben und verliert ein Glied – einfache Zaubertricks, die Ben-Ner mit Hilfe von Spiegeln inszeniert. Um einen tobenden Sturm darzustellen, lässt Ben-Ner jemanden  die Palme mit Seilen aus dem Off bewegen.
Für Wild Boy (2004) adaptierte Ben-Ner François Truffauts Film L'enfant sauvage (Der Wolfsjunge) aus dem Jahr 1970. In Stealing Beauty (2007) inszenierte der Künstler mit Frau und Kindern einen Familienalltag in den Ausstellungsräumen verschiedener IKEA-Filialen: Es wird abgewaschen, Disziplin auferlegt, diskutiert (unter anderem über Privateigentum) und alle schlafen in zahlreichen Betten, während IKEA-Kunden durch die Räume schlendern. Für Foreign Names (2012) besuchte Ben-Ner fast 100 Standorte von Aroma Espresso Bars. Er hinterließ einen falschen Namen in englischer Sprache, der am Tresen ausgerufen wurde, wenn sein Getränk abholbereit war. Die ausgerufenen Namen ergeben zusammengesetzt einen Text, der das Verschwinden der Kellner beklagt. In Soundtrack (2013) wird eine elfminütige Szene aus Steven Spielbergs Film Krieg der Welten von 2005 mit Aufnahmen aus Ben-Ners Küche in Tel Aviv kombiniert, in der Teller zerbrechen und Geräte in Flammen aufgehen. Ben-Ners Video Escape Artists aus dem Jahr 2016 wurde im März 2019 vom Israel Museum, Jerusalem, erworben. Das Werk besteht aus zwei Jahren wöchentlicher Video-Lektionen, die Ben-Ner sudanesischen und eritreischen Asylbewerbern im Holot Detention Center in der Negev-Wüste gab. Er nutzt das Medium Film, um die schwierige Realität der Flüchtlinge zu spiegeln, und verwendet dieselbe Realität, um filmische Tricks und Illusionen zu enthüllen. So lernt das Publikum nicht nur etwas über das Filmemachen, sondern auch über das Leben und die Umstände der Flüchtlinge.

## Auszeichnungen und Preise
- 1994: Ingeborg-Bachmann-Stipendium, ausgelobt seit 1991 von Anselm Kiefer für junge israelische Künstler, in Zusammenarbeit mit der Wolf Foundation
- 2007: Preis des Internationalen Wettbewerbs während der KunstFilmBiennale Köln
- 2008: Sandberg Prize for Israeli Art, Israel Museum, Jerusalem, Israel

## Ausstellungen
- 2023: We’ve Lost[4], Kunstmuseum Luzern
- 2011: Uncanny Valley im Rahmen des Architektursommer Rhein Main mit Stealing Beauty aus dem Jahre 2007[5].
- 2010: Film und Zeichnung, Kunsthalle Mainz.
- 2009: Guy Ben-Ner: Flying Lessons, Edith-Ruß-Haus für Medienkunst, Oldenburg. Katalog.
- 2006: HOMESICK,  Kunstmuseum Akureyri, Akureyri, Island.
- 2005: Guy Ben-Ner vertritt Israel an der Biennale von Venedig.